# Црква Пресвете Тројице у Тумарама
Црква Пресвете Тројице у Тумарама је једнобродна православна црква која се налази у селу Тумаре, у граду Лукавац. Црква је посвећена Светој Тројици, а освјештао ју је епископ зворничко-тузлански Нектарије 4. октобра 1936. године.

## Историја
Градња цркве је почела 1930. године. Саграђена је од ситне цигле, покривена бакром и цријепом и има звоник са једним звоном.
Прије рата у Босни и Херцеговини црква је посједовала мошти Свете великомученице Марине (Огњена Марија). Вјерује се да је мошти у цркву из Јерусалима донио неко од свештеника из породице Поповић. Послије рата мошти су пренесене у манастир Светог Николе на Озрену.
Сједиште парохије бријесничко-лукавачке се налази у цркви Пресвете Тројице, а парохија обухвата сљедеће села: Тумаре, Бријесница Доња, Бријесница Горња и Карачић.
Црква је обновљена 2005. године, а освјештао ју је епископ зворничко-тузлански Василије.